# Significant Mother
Significant Mother es una serie de televisión de comedia creada por Erin Cardillo y Richard Keith para la cadena The CW. La serie sigue a Nate, un joven empresario que descubre que su madre recién divorciada mantiene una relación con su mejor amigo. Es protagonizada por Josh Zuckerman, Krista Allen y Nathaniel Buzolic y fue estrenada el 3 de agosto de 2015.

## Argumento
Nate, un joven restaurantero quien regresa de un viaje de negocios para descubrir que su madre recién separada Lydia está saliendo con su mejor amigo y coinquilino Jimmy. Para empeorar las cosas, Harrison, el padre de Nate y quien no mostraba interés en Lydia, ahora está decidido a recuperar a su esposa y no tiene miedo de usar a su hijo para conseguir lo que quiere. Atrapado entre la disputa familiar y la primera relación seria de su mejor amigo, la nueva realidad de Nate cambia para siempre su relación con sus padres, y obstaculiza gravemente su propia vida amorosa.

## Elenco

### Personajes principales
- Josh Zuckerman como Nate Marlowe.
- Krista Allen como Lydia Marlowe.
- Nathaniel Buzolic como Jimmy Barnes.

### Invitados
- Jonathan Silverman como Harrison Marlowe.
- Emma Fitzpatrick como Sam Dillinger.
- Jay Ali como Atticus Adams.
- Denise Richards como Pepper Spinner.
- Linda Gray como Grammy.
- Justin Deeley como Timmy.
- Terry Kiser.

## Episodios
| N.º | Título                      | Director       | Guionista                     | Primera emisión     | Audiencia (en millones) |
| --- | --------------------------- | -------------- | ----------------------------- | ------------------- | ----------------------- |
| 1   | «Welcome to Bonetown»       | Tripp Reed     | Erin Cardillo & Richard Keith | 3 de agosto de 2015 | No disponible           |
| 2   | «Mixed Doubles»             | Por anunciarse | Erin Cardillo & Richard Keith | Por anunciarse      | No disponible           |
| 3   | «Who's Your Daddy?»         | Por anunciarse | Por anunciarse                | Por anunciarse      | No disponible           |
| 4   | «Edibles Wrecks»            | Por anunciarse | Por anunciarse                | Por anunciarse      | No disponible           |
| 5   | «Suffering + Succotash»     | Por anunciarse | Por anunciarse                | Por anunciarse      | No disponible           |
| 6   | «Get Forked»                | Por anunciarse | Por anunciarse                | Por anunciarse      | No disponible           |
| 7   | «Under Buddy»               | Por anunciarse | Por anunciarse                | Por anunciarse      | No disponible           |
| 8   | «Home Is Where the Lamp Is» | Por anunciarse | Por anunciarse                | Por anunciarse      | No disponible           |
| 9   | «Not About Bob»             | Por anunciarse | Por anunciarse                | Por anunciarse      | No disponible           |

## Desarrollo

### Producción
Originalmente, la serie fue planeada para ser lanzada en la plataforma digital de The CW CW Seed, sin embargo, el 10 de abril de 2015, la serie fue ordenada a serie para ser emitida por la señal principal de la cadena.

### Casting
El proyecto es protagonizado por Josh Zuckerman, Krista Allen y Jonathan Silverman como Nate, Lydia y Harrison Marlowe, respectivamente; así como por Emma Fitzpatrick como Sam Dillinger y Jay Ali como Atticus Adams. El 1 de mayo de 2015, se dio a conocer que Nathaniel Buzolic fue contratado para aparecer en la serie, interpretando a Jimmy Barnes.
El 27 de mayo de 2015 se reveló que Denise Richards fue elegida para participar como estrella invitada, interpretando a Pepper Spinner. El 8 de junio de 2015, se dio a conocer que Linda Gray interpretará a Grammy, la madre de Lydia. El actor Terry Kiser aparecerá como invitado en un episodio de la serie. Así mismo, Justin Deeley interpretaría a Timmy.